# La Cure sentimentale
Pour plus de détails, voir Fiche technique et Distribution.
La Cure sentimentale est un film français réalisé par Pierre Weill et Max Dianville, sorti en 1934.

## Fiche technique
- Titre : La Cure sentimentale
- Réalisation : Pierre Weill et Max Dianville
- Scénario : d'après le roman de Max et Alex Fischer
- Photographie : Alfred Guichard
- Musique : Lionel Cazaux
- Format :  Noir et blanc - 35 mm - Son mono
- Pays d'origine :  France
- Genre : Comédie
- Date de sortie : 
  - France : 4 mai 1934

## Distribution
- Christiane Delyne
- Nadine Picard
- Marc Dantzer
- Marcel Vibert